# Lytham St Anne’s
Lytham St Anne’s – miasto w Anglii, w hrabstwie Lancashire, w dystrykcie Fylde. Leży 60 km na północny zachód od miasta Manchester i 315 km na północny zachód od Londynu. W 2001 roku miasto liczyło 41 327 mieszkańców.

## Uwaga
1. ↑  Spotykana też pisownia bez apostrofu. Pisownię z apostrofem stosują m.in. agencja kartograficzna Ordnance Survey () oraz urząd statystyczny Office for National Statistics ()